# 合谷和弘
合谷 和弘（ごうや かずひろ、1993年4月21日 - ）は、元ラグビー選手。

## プロフィール
- 福岡県大野城市出身[1]。
- ポジションはスタンドオフ(SO)、センター(CTB)、フルバック(FB)。
- 身長 170cm、体重 78kg
- ニックネームはケビン。
- 7人制日本代表に2014年から2021年開催の東京オリンピックまで選出され、25capを持つ（capナンバー292）[2]。
- 兄の明弘もラグビー選手。

## 略歴
つくしヤングラガーズで小学３年生の時、ラグビーを始めた。
2012年、流経大柏高校卒業後、流通経済大学に入る。なお流経大柏高校時代、高校日本代表に選ばれた。
2014年、セブンズワールドシリーズ第8戦スコットランド大会で日本代表として初キャップ。
2016年、流通経済大学卒業後、クボタスピアーズ(現・クボタスピアーズ船橋・東京ベイ)に加入。
2015年11月、リオデジャネイロオリンピックの7人制日本代表に選ばれ、アジア予選に出場。
2016年8月27日に行われたジャパンラグビートップリーグ第1節の東芝ブレイブルーパス戦にて先発出場で公式戦初出場を果たす。
2021年、東京オリンピックの7人制日本代表で出場。
2022年9月9日、フランス5部に相当するフェデラル2のSCパミエに加入。期間は1シーズン。
2024年3月31日をもって、選手引退。

## MV出演
- Carnavacation「だれも知らない」[10]。